# A Drop of the Hard Stuff
| Recensione   | Giudizio        |
| ------------ | --------------- |
| AllMusic     | [ 1 ]           |
| Sputnikmusic | 4.0 (Excellent) |

A Drop of the Hard Stuff è un album in studio del gruppo musicale irlandese The Dubliners, pubblicato nel 1967. Il disco è composto da canzoni tradizionali celtiche e irlandesi ed è anche conosciuto col titolo Seven Drunken Nights.

## Tracce
Lato A
1. Seven Drunken Nights – 3:46 (The Dubliners)
2. The Galway Races – 3:14 (The Dubliners)
3. The Old Alarm Clock – 1:58 (The Dubliners)
4. Colonel Fraser & O'Rourke's Reel – 2:49 (The Dubliners)
5. The Rising of the Moon – 2:40 (Tradizionale; arrangiamento The Dubliners)
6. McCafferty – 2:29 (The Dubliners)
7. I'm a Rover – 4:53 (The Dubliners)

Durata totale: 21:49
Lato B
1. Weila Waile – 3:28 (The Dubliners)
2. The Travelling People – 3:53 (Ewan MacColl; arrangiamento The Dubliners)
3. Limerick Rake – 3:13 (The Dubliners)
4. Zoological Gardens – 2:12 (The Dubliners)
5. The Fairmoy Lasses & Sporting Paddy – 1:58 (The Dubliners)
6. The Black Velvet Band – 4:29 (The Dubliners)
7. Paddy on the Railway – 2:50 (The Dubliners)

Durata totale: 22:03
- Brano B5 in alcune edizioni LP (ad esempio: Starline Records, Sonet Records, ecc.) reca il titolo The Fairmoye Lasses & Sporting Paddy.
- Brano B7 in alcune edizioni LP (ad esempio: Starline Records, Sonet Records, ecc.) reca il titolo Poor Paddy on the Railway.

## Formazione
- Ronnie Drew - voce, chitarra
- Luke Kelly - voce, banjo a 5 corde
- Barney McKenna - banjo tenore, mandolino
- Ciarán Bourke - tin whistle, armonica, chitarra, voce
- John Sheahan - fiddle, tin whistle, mandolino[3]